# عبدالله بن عمر
عبدالله بن عمر بن خطاب عدوی قریشی (به عربی: عُبْدِ اللَّهِ بْنُ عُمَرَ بْنُ الْخَطَّابِ الْعَدَوِيُّ الْقُرَشِيُّ)؛ (ح.۶۱۰ میلادی – ۶۹۳ میلادی) یکی از مشهورترین افراد نسل اول اسلام و یکی از بزرگ‌ترین راویان حدیث است.
ٔ
عبدالله پسر خلیفه دوم عمر بن خطاب و برادر همسر محمد پیامبر اسلام است.

## ویژگی‌ها
در زمانی که مسلمانان درگیر جنگهای داخلی (دوران علی) بودند، وی از شرکت در این جنگها خودداری کرد. او در انجام دستورهای دینی بسیار مقید بود و حتی جزئیات زندگی اش مانند نحوه کوتاه کردن و خضاب کردن ریشش در منابع آمده‌است. روایات زیادی در منابع در مورد علم و دانش، تقوا، ملایمت، عفت و زهد وی آمده‌است. دانشنامهٔ اسلام بر این باور است گرچه ممکن است برخی از این روایات ساختگی باشد، اما نجابت عبدالله را نمی‌توان انکار نمود. وی در روایت کردن احادیث بسیار دقیق بود و تمام سعی اش را می‌کرد که حدیث را بدون کم کردن یا اضافه کردن منتقل نماید.
سه بار به وی پیشنهاد خلافت داده شد، بلافاصله پس از قتل عثمان در ۳۵ هجری/۶۵۶ میلادی، در هنگام مذاکرات حکمین بر سر نزاع علی و معاویه در صفین در ۳۷ هجری/۸–۶۵۷ میلادی و پس از مرگ یزید در سال ۶۴ هجری/۶۸۳ میلادی که در هر سه بار به علت اینکه تمایل داشت مردم بر خلافتش متفق‌القول باشند و هیچ گونه خون ریزی برای حفظ آن نیاز نباشد، این پیشنهاد را رد کرد.
این مهم احتمالاً به تعبیر لامنز به علت روحیات صلح جویانه و آرامش طلبانهٔ وی بوده‌است. عبدالله از لحاظ جسمی ضعیف بوده‌است و پدرش عمر نیز به این موضوع پی برده بود.

## زندگی
عبدالله یازده سال قبل از هجرت یا به نحوی۴۲سال پس از واقعه عام الفیل در مکه به دنیا آمد. وی به همراه پدرش مسلمان شد و مدتی پیش از پدرش به مدینه مهاجرت کرد. عبدالله خواهان مشارکت در غزوات بدر و احد بود، اما محمد به علت پایین بودن سن عبدالله به وی اجازه نداد. اما در غزوه خندق و هنگام محاصره مدینه که به سن ۱۵ سالگی رسیده بود، به وی اجازه داده شد. پس از آن وی در لشکرکشی‌های پر خطری مانند غزوه موته (۷ هجری)، فتح مکه (۸ هجری)، در جنگهایی علیه کسانی مانند مسلیمه و طلیحه که ادعای پیامبری کرده بودند (۱۲ هجری)، در لشکر کشی به سوی مصر (۱۸ تا ۲۱ هجری)، در جنگ نهاوند (۲۱ هجری)، در جنگ گرگان و طبرستان (۳۰ هجری) و در جنگ قسطنطنیه به رهبری یزید در سال ۴۹ هجری شرکت کرد.
اولین مأموریت سیاسی وی توسط پدرش عمر در هنگامی که در بستر مرگ بود به وی داده شد که در شورای انتخاب خلیفه بعدی مشورت دهد. با این حال وی حق رای یا نامزد شدن نداشت. در انتخاب خلفای بعدی، وی بعد از اجماع امت بر آنان، با آنان بیعت می‌نمود و همین مهم را به عنوان دلیل بیعت نکردن بلافاصله با علی ارائه کرد. با محقق نشدن اجماع امت بر سر خلافت علی و بروز جنگ‌های داخلی، عبدالله موضعی بی‌طرف اتخاذ نمود. وی در ابتدا خلافت یزید را به علت ایجاد بدعت از سوی معاویه در انتخاب خلیفه نپذیرفت ولی پس از مرگ وی بلافاصله با یزید بیعت نمود. عبدالله به جز چند مأموریت کوچک، هیچ گونه منصب اداری ای قبول نمی‌کرد. شاید به دلیل اینکه تمایل داشت از سیاست به کنار باشد و اوقات خود را صرف انجام عبادت و امورات مذهبی شخصی کند. او به دلیل ترس از اینکه نتواند حکم خدا را جاری کند، هیچ گونه قضاوتی را قبول نمی‌کرد.
از معدود کسانی بود که پس از به خلافت رسیدن علی بن ابی طالب، با او بیعت نکرد، اما پس از کشته شدن علی با معاویه بیعت کرد. یزید پسر معاویه را شایسته خلافت نمی‌دانست و با عبدالله بن زبیر هم بیعت نکرد. گر چه او را از یزید شایسته‌تر می‌دانست. شرطش برای بیعت قبول این بود که همه مسلمانان بر سر خلافت یک فرد اجماع کنند به همین علت با معاویه بیعت کرد و تا زمان شکست عبدالله بن زبیر از عبدالمک بن مروان با کسی بیعت نکرد اما زمانی که حجاج پس از شکست عبدالله بن زبیر و به نمایندگی از عبدالمالک بن مروان حاکم مکه شد با او به عنوان نماینده عبدالملک بیعت کرد.
عبدالله در سال ۷۳ هجری/۶۹۳ میلادی به علت عفونت زخمی که بر اثر تماس نوک نیزه یکی از سربازان حجاج در ازدحام جمعیت زائرین حج در راه بازگشت از عرفات به پایش خورده بود، در سنی بالای ۸۰ سال درگذشت. حجاج در هنگام بیماری وی به ملاقاتش می‌آمد و از وی درخواست می‌کرد که اگر آن سرباز را می‌شناسد بگوید تا تنبیه شود. عبدالله وی را به خاطر اینکه اجازه داده بود سربازانش در حریم امن الهی تردد داشته باشند مورد سرزنش قرار داد. دانشنامهٔ اسلام بر این باور است که این روایت سرزنش بعدها در برخی منابع بیان شده تا حجاج را مسئول توطئه‌ای برای کشتن عبدالله به وسیله نوک مسموم یک نیزه بداند.

## بستگان سرشناس
- صفیه دختر ابوعبید ثقفی: همسر
- ابوعبید بن مسعود ثقفی: پدرزن
- مختار ثقفی: برادرزن
- عمر بن سعد: باجناق
- حفصه (همسر پیامبر): خواهر
- فاطمه بنت خطاب: عمه
- عمر بن خطاب: پدر
- عبیدالله بن عمر: برادر